# Эльстерауэ
Эльстерауэ (нем. Elsteraue) — община в Германии, в земле Саксония-Анхальт. 
Входит в состав района Бургенланд.  Население составляет 9128 человек (на 31 декабря 2010 года). Занимает площадь 79,91 км².